# 伊藤裕規 (実業家)
伊藤 裕規（いとう ひろき、1987年4月19日 - ）は、福井県越前市出身の実業家。
株式会社EXCELLENT INNOVATION 代表取締役、株式会社SUNSHINE WORKS 創業者、フェアリープロジェクト 総合プロデューサー、音楽プロデューサー、マーケティング講師、元ジャニーズJr.。

## 略歴
- 2007年：関西学院大学卒業[4]
- 2017年10月：株式会社SUNSHINE WORKS　創業
- 2020年2月：株式会社EXCELLENT INNOVATION　創業

## 人物
趣味はネットサーフィン、バイク、足つぼマッサージ。 
在学中にフリーランスでのWEB集客事業、ブログアフィリエイト事業を開始し年間2000万円以上の収益を達成する。 
その後、インターネットを用いたアフィリエイト事業、コンテンツマーケティング事業、ブログ集客事業、オウンドメディア運営事業、国内外OEM物販事業を展開し、当時としては異例の20代起業家にして年間10億円以上の売上を達成する。 
現在は、投資家、マーケティング講師として中小企業向けの集客コンサルティングやセミナー等を行う傍ら、音楽プロデューサーとしてアーティストのプロモーション活動も行っている。

## 芸能活動
ジャニーズJr.として活動していた。退所後、元Question?の淀川由浩の主演舞台「天國アプリ」にゲスト共演した際に、プライベートでも仲が良いことを明言している。
この時には、淀川由浩と國定拓弥（元新選組リアン）と共に限定ユニットを結成しパフォーマンスを行った。
元関西ジャニーズJr.の田中純弥が主催したライブイベント「イケメンだらけでYaaaahバババイ」にゲスト出演した際には、複数の元ジャニーズJr.メンバーとの共演を行った。
若手俳優の登竜門と言われるトークイベント「沖直実のいい男祭り」に出演した際には、共演者である淀川由浩と共にジャニーズJr.時代の質問に答えた。

## プロデュース
- 葵 涼花　
  - 写真集『りょうかの「ナイショだよ♡」』
  - シングル『ふれんず♡』
  - シングル『誠の刃』
- かなちぃ
  - 写真集『LOVEかなちぃ♡』
  - シングル『ときめき☆サマーデイズ』

## 出演
- ライブイベント「イケメンだらけでYaaaahバババイ」
- トークイベント「第17回 沖直実のいい男祭り[5]」
- 舞台「天國アプリ」